# NGC 2392
Tinh vân Eskimo (NGC 2392) còn được gọi là Tinh vân Mặt hề, Tinh vân Sư tử, hoặc Caldwell 39 là một tinh vân hành tinh hai lớp vỏ lưỡng cực (PN). Nó được phát hiện bởi nhà thiên văn học William Herschel vào năm 1787. Hình dạng giống như đầu của một người được bao quanh bởi một chiếc mũ trùm đầu parka. Nó được bao quanh bởi khí tạo nên các lớp bên ngoài của một ngôi sao giống Mặt trời. Các sợi bên trong có thể nhìn thấy được đẩy ra bởi một luồng gió mạnh gồm các hạt từ ngôi sao trung tâm. Đĩa ngoài chứa các sợi dài năm ánh sáng bất thường
NGC 2392 nằm cách xa khoảng 6500 năm ánh sáng và có thể nhìn thấy bằng kính thiên văn nhỏ trong chòm sao Song Tử.
Tại trung tâm của NGC 2392 có một ngôi sao loại O với loại quang phổ là O 
I.Lịch Sử
Tinh vân được William Herschel phát hiện vào ngày 17 tháng 1 năm 1787 ở Slough, Anh. Ông mô tả nó là "Một ngôi sao có cường độ thứ 9 với phần giữa khá sáng, các tinh vân phân tán đều xung quanh. Một hiện tượng rất đáng chú ý." NGC 2392 WH IV-45 nằm trong chương trình quan sát Herschel 400 của Liên đoàn Thiên văn. Vào ngày 11 tháng 8 năm 2020, Nhóm làm việc của IAU về Tên sao (WGSN),  Cơ sở dữ liệu ngoài thiên hà của NASA / IPAC (NED),   và Cơ sở dữ liệu thiên văn SIMBAD (CDS) đã ngừng sử dụng ba biệt hiệu bị coi là xúc phạm - "Tinh vân Eskimo", "Tinh vân Mặt hề" và "Tinh vân Mặt hề" - và đặc biệt khuyến nghị tinh vân này nên được gọi bằng ký hiệu NGC của nó trong các ấn phẩm tiếp theo

## Dữ liệu lịch sử

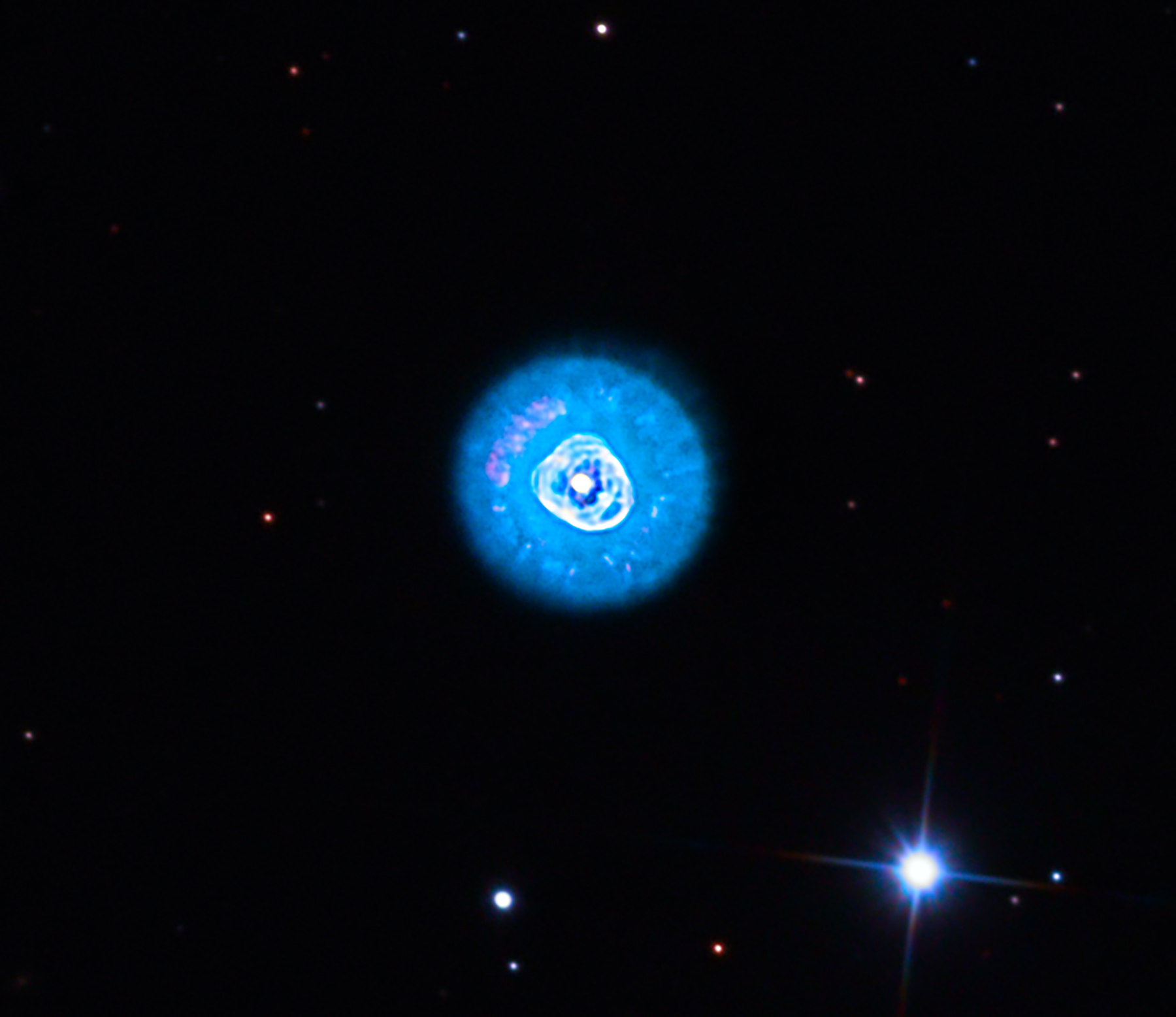
NGC 2392 trong kính thiên văn 32 inch

Tinh vân hành tinh này được phát hiện vào ngày 17 tháng 1 năm 1787 bởi William Herschel, ở Slough, Anh. Ông mô tả nó là "Một ngôi sao có cường độ thứ 9 với phần giữa khá sáng, các tinh vân phân tán đều xung quanh. Một hiện tượng rất đáng chú ý. "  NGC 2392 WH IV-45 được đưa vào chương trình quan sát Herschel 400 của Liên đoàn Thiên văn.

## Vị trí
NGC 2392 nằm ngay phía đông của δ Geminorum, ngay phía nam của đường hoàng đạo.

## Tranh cãi việc đặt tên
Vào ngày 11 tháng 8 năm 2020, Nhóm công tác của IAU về Tên sao (WGSN), Cơ sở dữ liệu ngoài thiên hà của NASA / IPAC (NED), và Cơ sở dữ liệu thiên văn SIMBAD (CDS) đã ngừng sử dụng ba biệt hiệu bị coi là xúc phạm - "Tinh vân Eskimo ", "Tinh vân Mặt Hề" (Clown Face Nebula) và "Tinh vân Mặt hề" (Clownface Nebula) - và đặc biệt khuyến nghị gọi tinh vân này bằng định danh NGC của nó trong các ấn phẩm tiếp theo.